# Narraga ilia
Narraga ilia är en fjärilsart som beskrevs av Eugen Wehrli 1940. Narraga ilia ingår i släktet Narraga och familjen mätare. Inga underarter finns listade i Catalogue of Life.